# Il padre delle spose
Il padre delle spose è un film per la televisione, andato in onda in prima visione nel 2006, diretto da Lodovico Gasparini.

## Trama
Riccardo Catalano (Lino Banfi) è un uomo del Sud Italia, all'antica e con una mentalità rigida e chiusa, che per lavoro si dedica all'olio di oliva. La figlia omosessuale Aurora (Rosanna Banfi), dopo il diploma decide di lasciare San Damiano, il piccolo paesino della Puglia dove viveva con il padre e con la zia Lucia (Lucia Sardo), sorella di Riccardo; diventa fotografa e si stabilisce a Barcellona.
Dopo ben quindici anni, trascorsi senza che Aurora e Riccardo abbiano alcun contatto, lui deve recarsi in Spagna per motivi di lavoro. Una volta finito l'incarico, con molta titubanza decide di andare a trovare la figlia, la quale non lo accoglie con molto piacere e pensa di farlo tornare a casa già la mattina dopo. Durante una cena conosce Rosario, un'insegnante di flamenco basca divorziata e con figlia a carico, che Aurora presenta come una sua amica, ma in realtà è la donna che lei ha sposato. I suoi genitori "sui generis", colpiti dalla simpatia di Riccardo decidono di ospitarlo per qualche giorno per fargli visitare la città. Durante una mostra della figlia però, Riccardo la scopre mentre bacia Rosario, e sconvolto per la scena ritorna in Puglia, dove cerca di risollevare le sorti del suo lavoro e della famiglia mettendo in pratica un'idea che gli aveva suggerito Aurora. La figlia, la compagna e la bambina fuggono da Barcellona minacciate dalle telefonate dell'ex di Rosario, si presentano dal padre, perché hanno bisogno di protezione. A dare loro un tetto è la zia, bistrattata affettuosamente dal fratello. In poco tempo Aurora e Rosario si conquistano la simpatia di tutto il paese, grazie all'aver organizzato un corso di pizzica e riescono, non senza la difficoltà di aver a che fare con un padre pieno di pregiudizi, ad aiutarlo nelle difficoltà di lavoro, cercando di realizzare un progetto di cooperativa di donne per la produzione di olio. All'improvviso, a causa dell'ex di Rosario che accoltella Aurora e delle scorrettezze dell'imprenditore che non vuole che la cooperativa si realizzi, tutto il paese apprende con sconcerto della sua omosessualità. Alla fine Riccardo, dopo che ha visto la figlia in fin di vita chiede la presenza di Rosario al suo fianco, capisce che l'amore può avere davvero mille colori ma il sentimento che anima i cuori è sempre lo stesso.

## Citazioni
Nella prima parte alcune scene ricordano dei film degli anni '80 interpretati da Banfi:
- Gli equivoci linguistici, e lo "scontro" con l'ultrà francese (aggiunto dopo la vittoria dell'Italia a Germania 2006, infatti il film fu girato durante l'evento) sono ispirati alla querelle Canà-Platini de L'allenatore nel pallone.
- Quando nel museo Banfi inizia a cantare, ricorda di conoscere "Filomeña muy hermosa è scappata da Canosa", che cantò in Vieni avanti cretino.

## Produzione
La produzione ha girato in Puglia con location Ostuni e Nardò (in particolare Piazza Salandra e il palazzo della Pretura).
Nel cast sono inseriti in gran parte attori di origine pugliese, tra cui: Lino e Rosanna Banfi; Cosimo Cinieri, Gianni Ciardo, Tiziana Schiavarelli e Giusy Frallonardo e Antonio Stornaiolo, da sempre residente a Bari.

## Ascolti
Trasmesso in prima visione il 20 novembre 2006 su RaiUno, "Il padre delle spose" ha fatto registrare un ascolto di 7.026.000 telespettatori e il 26.74% di share, con punte d'ascolto di otto milioni e un picco di share del 34%, vincendo la serata.
Al secondo passaggio, il 17 maggio 2009, la fiction ha registrato un 21,77% di share e 4.653.000 telespettatori.